# Еропкин, Пётр Дмитриевич
Пётр Дми́триевич Еропки́н (1724—1805) — видный русский военный и государственный деятель из рода Еропкиных: участник Семилетней войны, сенатор, в 1786—1790 гг. московский главнокомандующий.

## Биография
Из дворян; сын рижского вице-губернатора Дмитрия Фёдоровича Еропкина (ум. 1750). В молодые годы славился красотой и отменной физической силой.
Начал службу адъютантом при отце, бывшим в то время московским обер-комендантом в чине генерал-майора, в 1736 году. Позднее (1740-е годы) был дежур-майором при московском главнокомандующем В. Я. Левашове.
Принимал участие в Семилетней войне (1756—1763), закончил её генерал-поручиком. 19 августа 1759 года за победу при Пальциге награждён орденом Святой Анны и 6 тысячами рублей.
При восшествии на престол Екатерины II награждён орденом Святого Александра Невского. В 1765 году был уволен по прошению с военной службы и назначен сенатором 5-го департамента Сената.
В 1769-71 гг. возглавлял Главную соляную контору и одновременно надзирал «за здравием всего города Москвы». Во время Чумного бунта 1771 года решительными мерами восстановил порядок в Москве.
После подавления бунта измученный Еропкин направил императрице донесение о московских событиях, одновременно прося уволить его с должности. В ответ Екатерина прислала ему лично приказ об увольнении с непроставленной датой, предоставив ему воспользоваться им по собственному усмотрению. Кроме того, она прислала ему 20 тысяч рублей «за распорядительность и мужественное подавление мятежа» и наградила орденом Андрея Первозванного. Помимо денег и Андреевской ленты Екатерина II даровала Еропкину 4 тысячи душ крестьян, но он от них отказался.
В 1773 произведен в чин действительного тайного советника, чем был весьма недоволен, ибо предпочел бы, как он выразился в письме императрице: «кончить жизнь свою в чине генерал-поручика, приобретенном им в тридцатилетнее служение в воинских чинах», а потому в следующем году вышел в отставку.

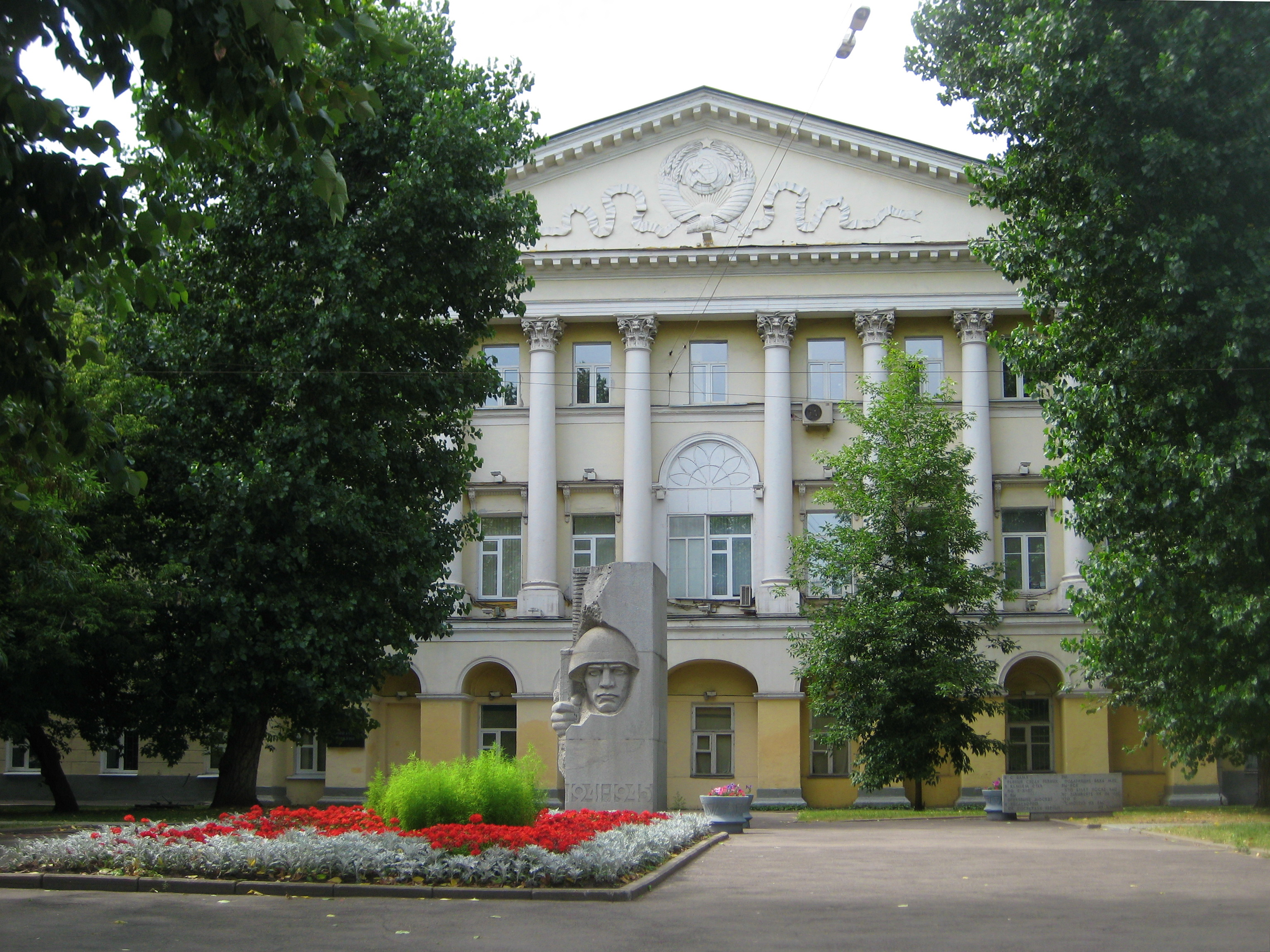
Дом Еропкина
на Остоженке, 38.

После двенадцати лет пребывания не у дел, назначен летом 1786 года московским главнокомандующим, с переименованием в генерал-аншефа. Время пребывания на этом посту ознаменовано крупными градостроительными проектами (Московский водоотводной канал, ремонт старых и строительство новых мостов, укрепление Москворецкой набережной, строительство университетского корпуса на Моховой улице и др.), мероприятиями по улучшению снабжения города («для отвращения недостатка в хлебе» в Москве был открыт запасной хлебный магазин) и охране общественного порядка: увеличение численности московской полиции, учреждение при Управе благочиния двух гусарских эскадронов, осуществлявших патрулирование улиц и наблюдение за порядком во время массовых гуляний и публичных спектаклей.
19 февраля 1790 года (по старому стилю) был уволен в отставку «по собственному желанию». Вероятно, действительной причиной отставки явились не «болезнями истощённые силы» Еропкина, но желание Екатерины II, обеспокоенной событиями во Франции, иметь главнокомандующим в Москве человека, не такого мягкого, как Еропкин, ненадёжный в её глазах искоренитель крамолы. Его сменил на этом посту боевой генерал А. А. Прозоровский.
Выйдя в отставку, до самой смерти жил в особняке на Остоженке. Скончался скоропостижно за партией в рокамболь. Похоронен в своем имении в селе Успенское Калужской губернии. Переулок между Остоженкой и Пречистенкой (бывший Сонцов, затем Шенин) в XVIII веке назван Еропкинским.

## Награды
- Орден Святой Анны 1-й ст. (1760)

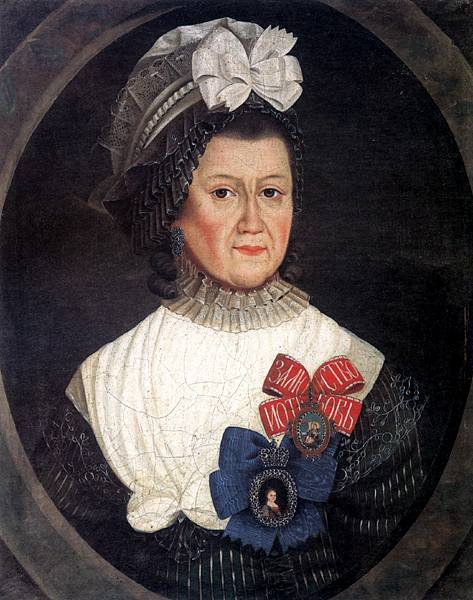
Елизавета Михайловна

- Орден Святого Александра Невского (1762)
- Орден Андрея Первозванного (1771)
- Орден Святого Владимира 1-й ст. (1788)

## Частная жизнь
Еропкин был хлебосольным и гостеприимным хозяином, по-старомодному сановит во внешности и манерах. Своё высокое положение сановника империи подчёркивал, разъезжая повсюду с трубачом, трубившим, когда экипаж останавливался. Он был
высокого роста, очень худощавый, несколько сгорбленный, весьма приятной наружности, и, кто его помнил смолоду, сказывали, что он был красавцем. Глаза у него были большие, очень зоркие и довольно впалые, нос орлиный; он пудрился, носил пучок и был причёсан в три локона.
С ноября 1754 года был женат на Елизавете Михайловне Леонтьевой  (1727—1800), дочери генерал-аншефа М. И. Леонтьева. В 1797 году была пожалована в статс-дамы и в кавалерственные дамы ордена св. Екатерины. По отзывам современников, была дамой довольно скупой, но добродетельной, «и когда делала кому добро, то первый уговор её был, чтоб это оставалось тайной». 
Детей у супругов не было и наследниками стали: князья Гавриил Петрович и Иван Петрович Гагарины и братья Новосильцевы — Василий, Дмитрий, Пётр и Николай.